# Tang Mengni
Tang Mengni (汤梦妮S, Tāng MèngnīP; Shanghai, 8 aprile 1994) è una sincronetta cinese vincitrice di una medaglia d'argento nella gara a squadre alle Olimpiadi di Rio de Janeiro 2016.

## Palmarès
- Giochi olimpici

Rio de Janeiro 2016: argento nella gara a squadre.
- Mondiali

Kazan' 2015: argento nella gara a squadre (programma tecnico e libero) e nel libero combinato.
Budapest 2017: oro nel libero combinato, argento nella gara a squadre (programma tecnico e libero).
Gwangju 2019: argento nel libero combinato.
- Giochi asiatici

Incheon 2014: oro nella gara a squadre e nel libero combinato.